# Марк Лівій Друз Молодший
Марк Лівій Друз Молодший (лат. Marcus Livius Drusus Minor; 124 до н. е. —91 до н. е.) — політичний діяч Римської республіки.

## Життєпис
Походив з впливого роду Лівіїв. Син Марка Лівія Друза, консула 112 року до н. е.
У 100 році до н. е. був військовим трибуном. Того ж року брав участь у придушенні руху Аппулея Сатурніна. У 98 році до н. е. займав посаду децемвіра з вирішення тяжб. У 96 році до н. е. обіймав посаду квестора в Азії, де відмовився користуватися відзнаками.
Влаштував чудові ігри в пам'ять про батька. У 91 році до н. е. увійшов до колегії понтифіків. Того ж року обраний народним трибуном. Під час своєї каденції запропонував велику, але компромісну програму реформ, що враховувала інтереси різних верств населення: розподіл землі і хлібні роздачі; входження до сенату 300 вершників; повернення постійних судових комісій сенаторам і встановлення відповідальності суддів за хабарництво; закон щодо монетного карбування, що передбачав додавання в срібну монету восьмий частини бронзи. Увійшов до складу комісії квінкемвірів з розподілу землі. Законопроєкти були прийняті всупереч ауспіцій і закону Цецилія-Дідія і згодом визнані недійсними. Мав намір надати римське громадянство італійським союзникам і взяв з них клятву вірності, але не зміг здійснити свої плани. Попередив консулів про те, що італіки готують на них замах під час Латинського свята. Незабаром був вбитий за нез'ясованих обставин. Це стало однією з причин Союзницької війни.

## Родина
Дружина — Сервілія
Діти:
- Марк Лівій Друз Клавдіан, названий син.